# Síntese de Friedländer
A síntese de Friedländer é uma reação química de 2-aminobenzaldeído com cetonas para formar derivados de quinolina. Seu nome é uma homenagem ao químico alemão Paul Friedländer (1857–1923).
Essa reação pode ser catalisada por ácido trifluoroacético, ácido toluenossulfônico, iodo e outros ácidos de Lewis.
Várias revisões foram publicadas sobre a síntese.

## Mecanismo
Existem dois mecanismos de reação viáveis para essa reação. No primeiro mecanismo, o composto carbonílico 2-aminossubstituído 1 e o composto carbonílico 2 reagem numa adição aldólica (etapa limitante da velocidade reacional) para formar o aldol 3. O intermediário perde água em uma reação de eliminação, formando o composto carbonílico insaturado 4 (o que, junto da adição aldólica, constitui uma condensação aldólica). Depois, este perde água novamente na formação da quinolina 7. No segundo mecanismo, a primeira etapa é a formação da base de Schiff 5, seguida da adição aldólica para formar 6 e da eliminação para formar 7.
A reação de Pfitzinger e a síntese de quinolina de Niementowski são variações da reação de Friedländer.